# Krzywcza (gmina)
Krzywcza – gmina wiejska w województwie podkarpackim, w powiecie przemyskim. W latach 1975–1998 gmina położona była w województwie przemyskim, Pogórze Dynowskie i Pogórze Przemyskie nad rzeką San.
Siedziba gminy to Krzywcza.
Według danych z 30 czerwca 2016 gminę zamieszkiwało 5070 osób.

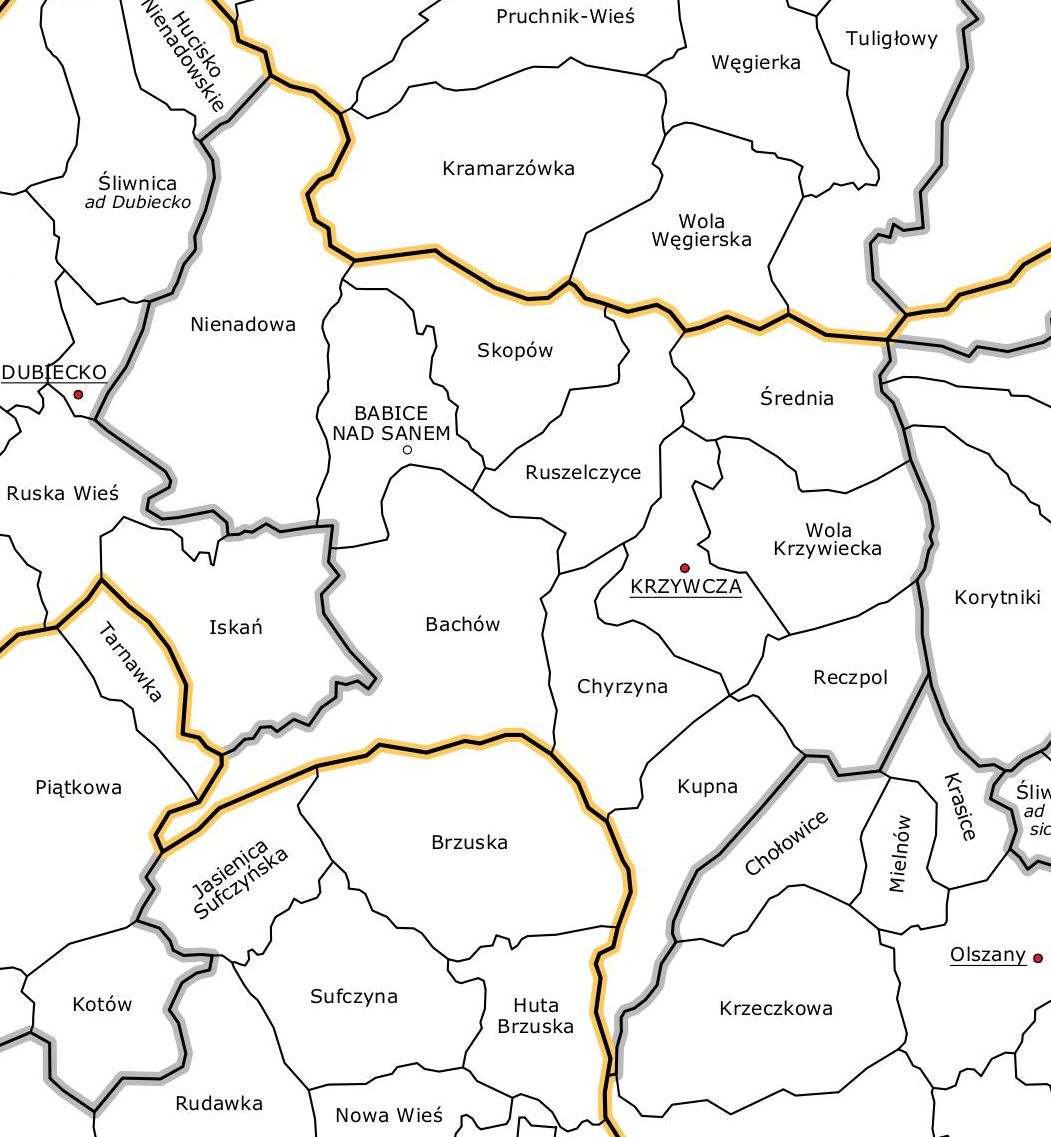
Gmina Krzywcza w 1934 roku

## Struktura powierzchni[4]
Według danych z roku 2016 gmina Krzywcza ma obszar 9 498 ha, w tym:
- użytki rolne: 4 048 ha, tj. 42,62%
- użytki leśne: 4 884 ha, tj. 51,42%

Gmina stanowi 7,83% powierzchni powiatu przemyskiego.

## Demografia

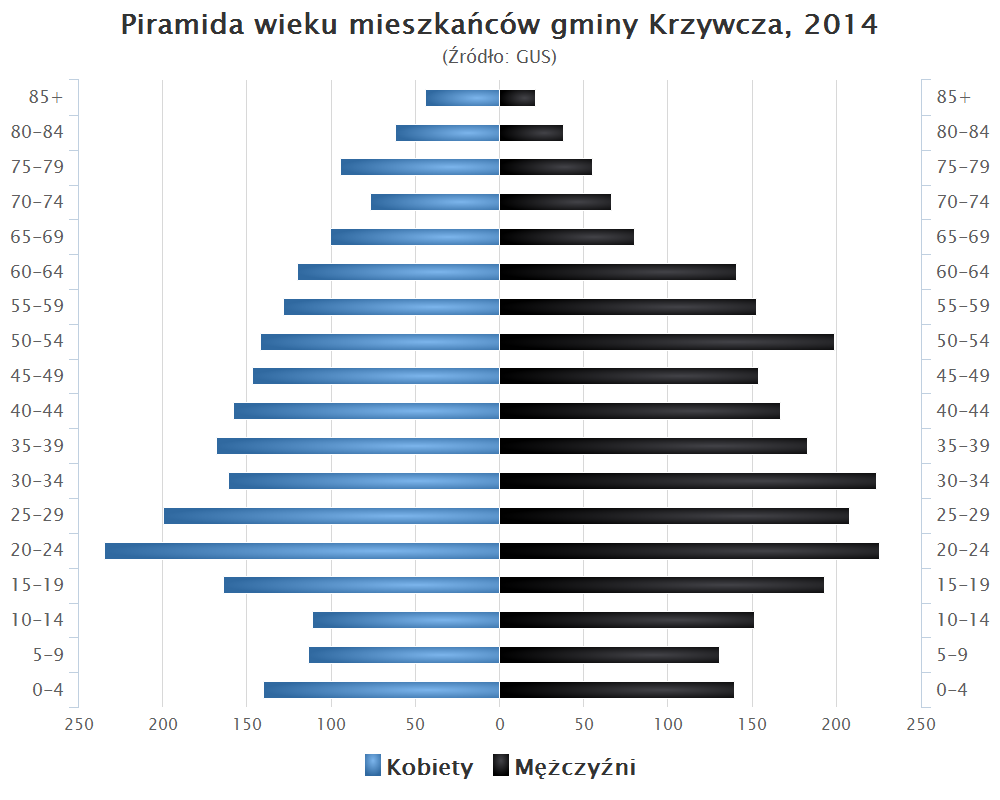
Piramida wieku mieszkańców gminy Krzywcza w 2014 roku

Dane z 30 czerwca 2013:
| Opis                              | Ogółem | Ogółem | Kobiety | Kobiety | Mężczyźni | Mężczyźni |
| --------------------------------- | ------ | ------ | ------- | ------- | --------- | --------- |
| jednostka                         | osób   | %      | osób    | %       | osób      | %         |
| populacja                         | 5070   | 100    | 2497    | 49,25   | 2573      | 50,75     |
| gęstość zaludnienia (mieszk./km²) | 53,38  | 53,38  |         |         |           |           |

## Sołectwa
Babice, Bachów, Chyrzyna, Krzywcza, Kupna, Reczpol, Ruszelczyce, Skopów, Średnia, Wola Krzywiecka

## Sąsiednie gminy
Bircza, Dubiecko, Krasiczyn, Pruchnik, Przemyśl, Rokietnica, Roźwienica

## Miasta partnerskie
- Zborov